# 宋兴 (明朝宦官)
宋兴（1508年—1582年）， 字廷起，号瀛海，河间肃宁人，嘉靖时期的司礼监太监。因为他熟悉宫中典章制度，曾先后主持寿安皇太后邵氏（成化帝的贵妃、嘉靖帝的祖母）、慈孝献皇后蒋氏（嘉靖帝的生母）、雍靖王妃吴氏（嘉靖帝的八叔朱祐枟的正妻）、荣妃杨氏（成化帝的妃）、贤妃柏氏（成化帝的妃）等皇室成员的丧礼，之后又主持嘉靖帝的大婚、上尊号、銮舆之仪。

## 生平
弘治三年（1490年），出生。
正德元年（1506年），选入内庭，获得明武宗的宠爱，令他在内书堂学习，之后，任职司礼监]]六科廊。
正德十二年（1517年），进司礼监奉御。
正德十六年（1521年），赐麒麟飞仙服。
嘉靖元年（1522年），主持孝惠皇后丧礼。
嘉靖四年（1525年），擢升为司礼监典簿，管理章奏及朝见礼仪，赐大红彩麟服。
嘉靖六年（1527年），升司礼监右监丞，督侍卫等官，赐飞鱼服三袭。
嘉靖十年（1531年），兼管西苑耕籍事务，又晋升司礼监右监丞。
嘉靖十二年（1533年），奉命提督新房、经厂等事务。
嘉靖十五年（1536年），晋升司礼监右少监。
嘉靖十七年（1538年），主持慈孝献皇后丧礼。
嘉靖十九年（1540年），晋升司礼监左少监。
嘉靖二十年（1541年），奉命提督经厂、内书堂事务。
嘉靖二十一年（1542年），晋升司礼监太监。之后，管理教演内中和乐，赐大红纻丝蟒服。
嘉靖十八年（1539年），跟随嘉靖帝巡幸承天府，不久，调任尚膳监太监，提督巡察光禄寺事务。
嘉靖二十四年（1545年），调任内官监太监，总督东厂官校办事太监、乾清宫近侍、惜薪司佥押管事，因事请辞。10月，调任御马监太监，提督大坝等处各马房，因事请辞。
嘉靖二十五年（1546年），因病去世，享年57岁，死后如愿葬在宣武关西弘法寺附近。

## 亲属
- 宋富（祖父）
- 宋亮（父）
- 梁氏（母）
- 宋本（兄）—捐款升级千户
- 宋学（弟）—锦衣卫班剑司百户
- 宋明（侄）—锦衣卫校尉